# Намлісеві
Намлісеві (груз. ნამლისევი) — село в Грузії.
За даними перепису населення 2014 року в селі проживає 158 осіб.